# Metro Helsinki

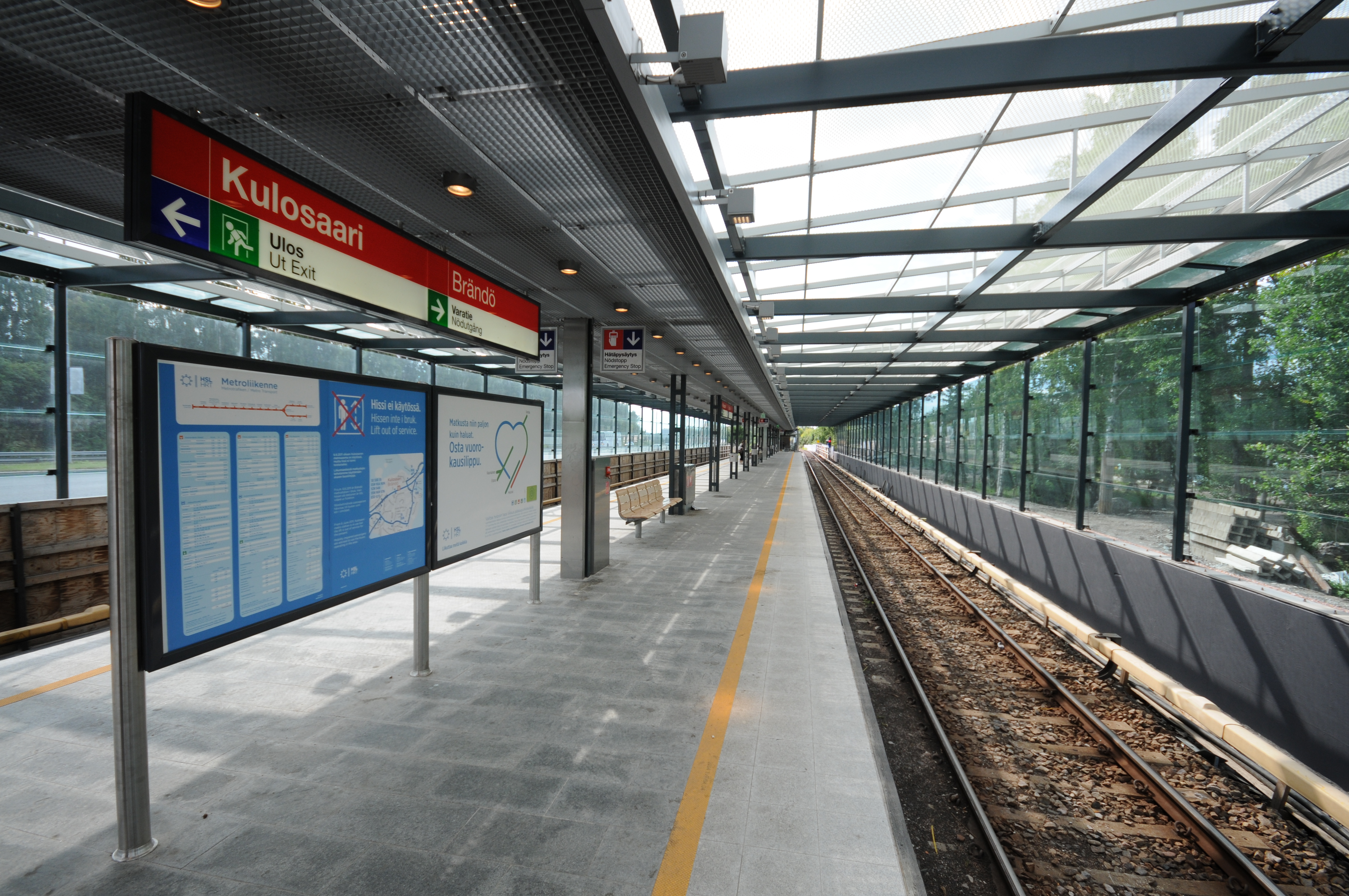
2011 wurde die Station Kulosaari überdacht

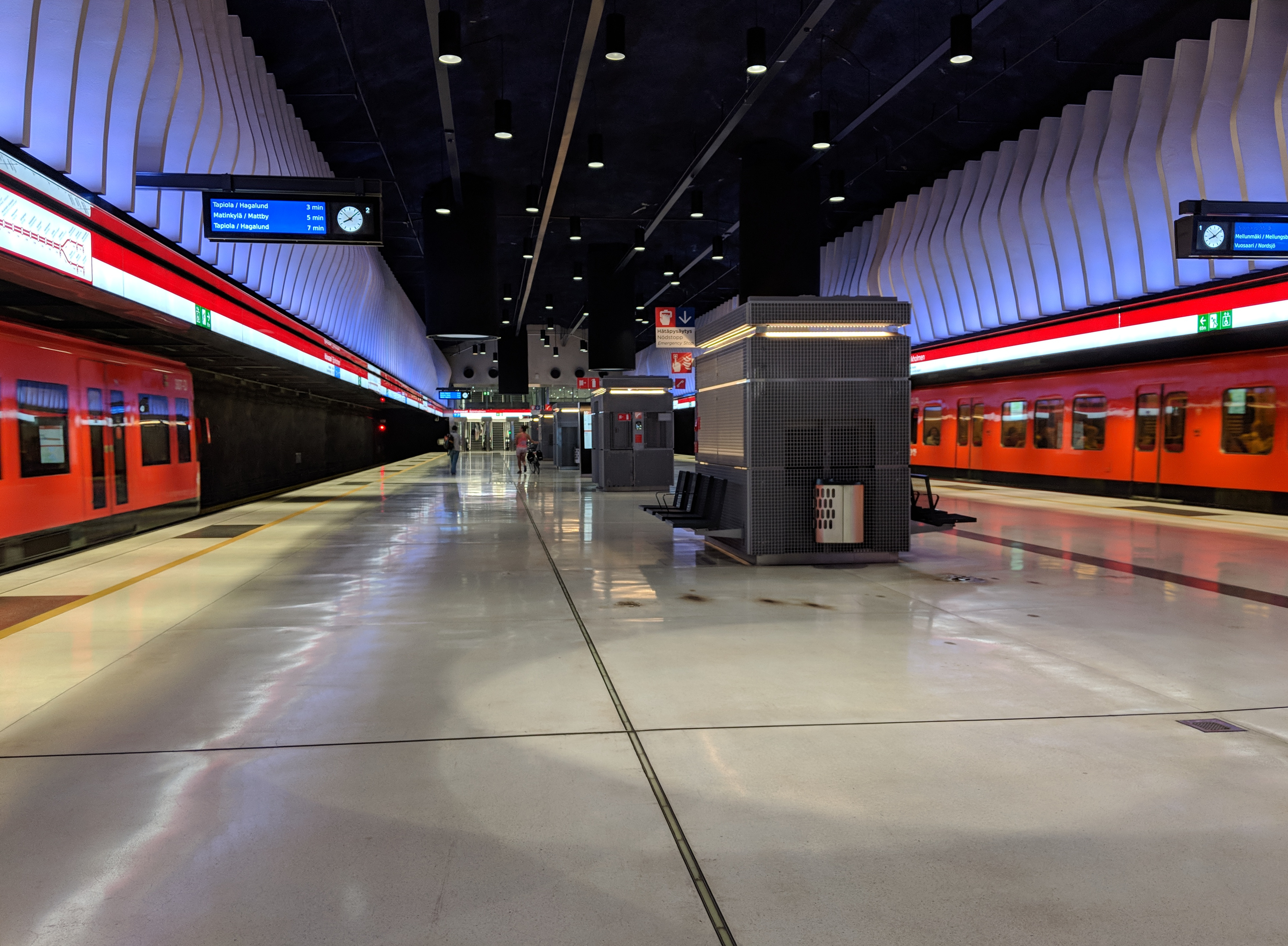
Koivusaari: Die weltweit einzige U-Bahn-Station, die sich unter dem Meer (der Ostsee) befindet

Die Metro Helsinki (finn. Helsingin metro, schwed. Helsingfors metro) ist die U-Bahn der finnischen Hauptstadt Helsinki. Sie wurde 1982 eröffnet, ist die einzige U-Bahn Finnlands und zudem die nördlichste U-Bahn der Welt.
Die Metro mit einer Länge von 43 Kilometern verbindet das Zentrum sowohl mit den östlichen Stadtteilen als auch mit der westlichen Nachbarstadt Espoo. Sie verfügt über zwei Linien (M1 und M2) mit 30 Stationen (Stand Dezember 2022), von denen sich elf auf dem Gebiet der westlichen Nachbarstadt Espoo befinden. Im Osten verzweigt sich die ansonsten lineare Strecke in zwei Enden. Etwas mehr als 55 % der Strecke verlaufen im Tunnel. Eine bedeutende Verlängerung des Streckenverlaufs ist die sogenannte Westmetro, deren erste Bauphase im November 2017 abgeschlossen wurde und die seitdem das Stadtzentrum Helsinkis mit der westlichen Nachbarstadt Espoo verbindet. Die zweite Bauphase wurde im Dezember 2022 abgeschlossen und damit das Metronetz bis zum westlichen Ende der Nachbarstadt Espoo (Stadtteil Kivenlahti) ausgedehnt.

## Streckenverlauf und Betrieb
Die 1982 offiziell eröffnete ursprüngliche Metrolinie verbindet Helsinki Hauptbahnhof mit dem im Osten der Stadt gelegenen Itäkeskus. In westliche Richtung wurde die Strecke in vier Etappen nach Kamppi, Ruoholahti, Matinkylä und Kivenlahti erweitert. In östliche Richtung wurde von Itäkeskus aus die Linie in zwei verschiedene Richtungen erweitert: nach Mellunmäki und nach Vuosaari. Der gesamte westliche Abschnitt verläuft unterirdisch bis nach Sörnäinen in der nordöstlichen Innenstadt. Danach verlässt sie den Tunnel und führt als Hochbahn bis zur Station Kalasatama. Es folgt eine Brücke zur Insel Kulosaari. Nach einer weiteren Brücke, die zurück aufs Festland führt, verläuft die Metro ebenerdig bis nach Itäkeskus, wo sie sich in einen nördlichen Abschnitt nach Mellunmäki und einen östlichen nach Vuosaari verzweigt. Letzterer Abschnitt verläuft zunächst in einem Tunnel. Nach Puotila überquert die Metro die Vartiokylä-Bucht auf der Vuosaari-Brücke, kommt zum Bahnhof Rastila und führt ebenerdig weiter bis zur Endstation Vuosaari.
Die westliche Strecke verläuft von Ruoholahti über die Inseln Lauttasaari und Koivusaari nach Keilaniemi, wobei der Tunnel mehrfach unter der Ostsee entlangläuft. Die tiefste Streckenführung befindet sich zwischen Ruoholahti und Lauttasaari mit 55 m unter der Ostsee. Zwischen Koivusaari und Keilaniemi verläuft auch die Grenze zwischen Helsinki und der Nachbarstadt Espoo. Weltweit einzigartig ist die Station Koivusaari, die sich 30 Meter unter dem Meeresboden der Ostsee befindet. Von Keilaniemi aus macht die Metro eine Schleife in nördliche Richtung, um die Aalto-Universität anzubinden, bevor sie über den Stadtteil Tapiola und die Stationen Urheilupuisto (deutsch: Sportpark), Matinkylä, Kaitaa und Espoonlahti mit Kivenlahti ihre jetzige westliche Endstation erreicht.
Die Bahnsteige der Stationen östlich von (und einschließlich) Ruoholahti haben eine Länge von 135 Metern, die neueren Stationen der Westmetro nur eine von 90 Metern. Alle Stationen besitzen behindertengerechte Zugänge, ein Teil verfügt über P+R-Anlagen. Die Stationen sind auf Finnisch und Schwedisch, den beiden Amtssprachen Helsinkis, ausgeschildert.
Die Metro-Helsinki wird von HKL, dem Verkehrsbetrieb der Stadt, betrieben und vom ehemaligen regionalen Verkehrsverbund HSL organisiert. Die Linie M1 verkehrt montags bis samstags zwischen 5:09–23:09, bzw. zwischen 5:05–23:05 (erste und letzte Abfahrt von Matinkylä, bzw. Vuosaari). Die Linie M2 verkehrt montags bis samstags zwischen 6:00–23:20, bzw. zwischen 5:20–23:00 (erste und letzte Abfahrt von Tapiola, bzw. Mellunmäki). Sonntags fährt die erste M1 ab Matinkylä um 6:09 (und um 6:15 ab Vuosaari) und die erste M2 ab Mellunmäki um 6:20 (und um 6:37 ab Tapiola). Zur Hauptverkehrszeit fahren beide Linien im 5-Minuten-Takt, sonst alle sieben bis acht Minuten (sonntags alle zehn Minuten). Von Mitte Juni bis Ende Juli fährt die Metro wegen der Sommerferien mit verringerter Taktfrequenz.
Jeden Werktag werden über 200.000 Fahrgäste befördert. Laut dem HKL-Jahresbericht hatte die Metro 2018 insgesamt 88,4 Millionen Fahrgäste, (2013: 63,5 Mio.). Der Umsatz des Bereichs Metro bei der HKL betrug im Jahr 2013 31,4 Millionen Euro, der Gewinn 3,3 Millionen Euro.

Die zwei Linien (M1 und M2) der Metro Helsinki im November 2017 einschließlich der damals im Bau befindlichen Westerweiterung, der Stationsnamen auf Finnisch und Schwedisch und der Streckenlängen

## Geschichte

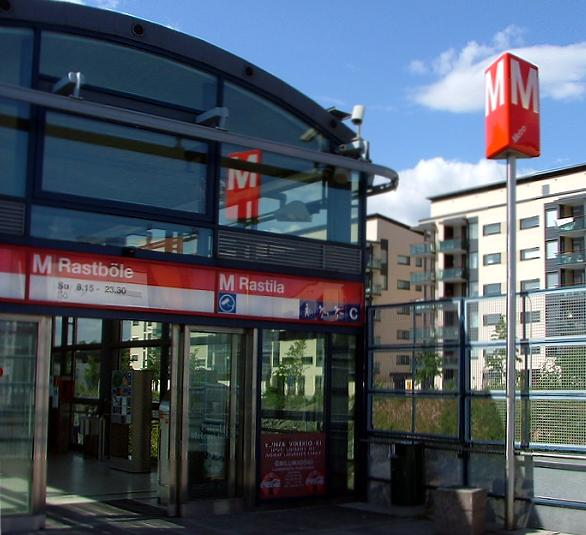
Station Rastila

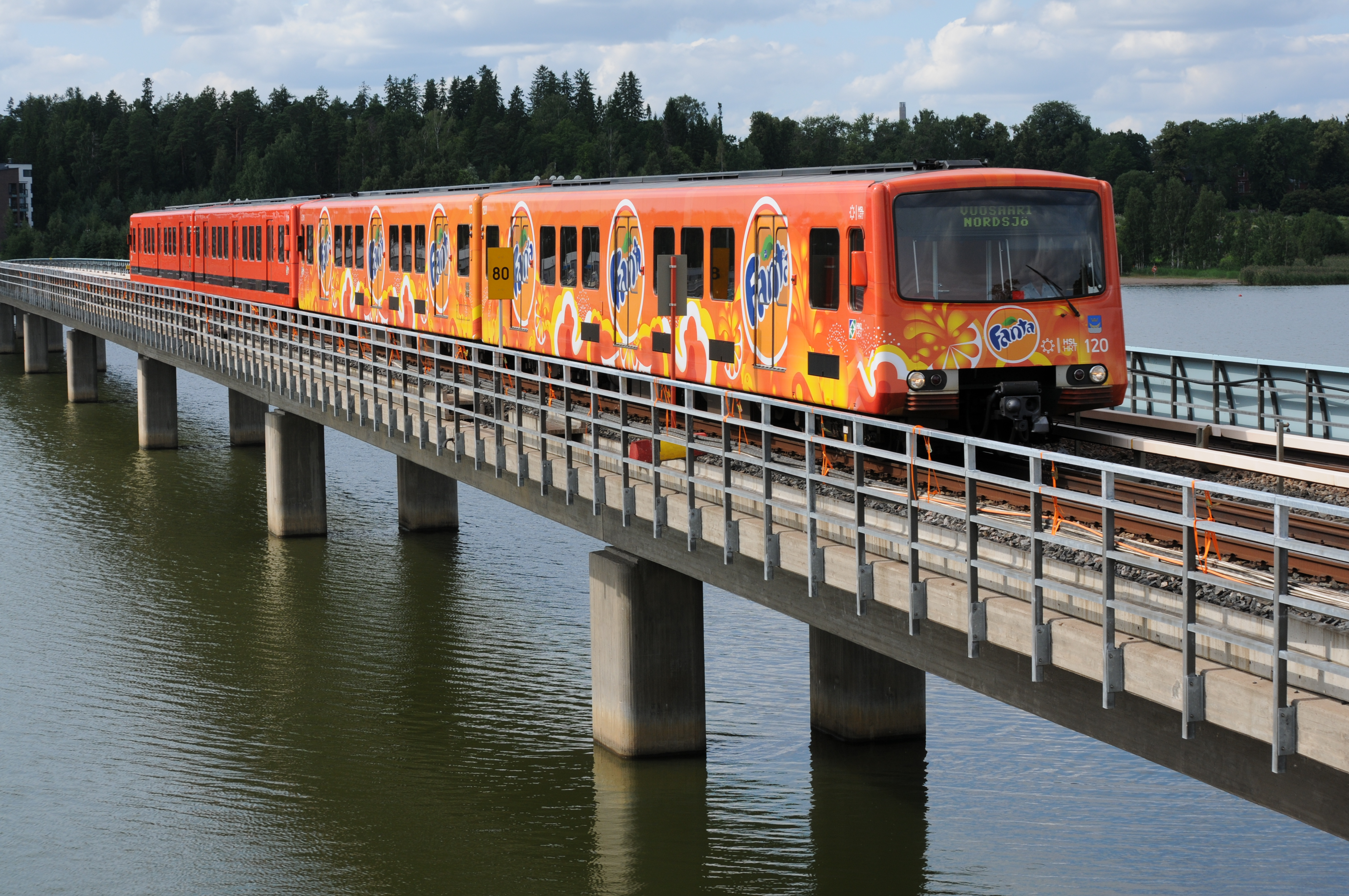
Ein Zug überquert die Vuosaari-Brücke zwischen den Stationen Rastila und Puotila

1958 beschloss ein Planungsausschuss, dass in der finnischen Hauptstadt eine U-Bahn nach dem Vorbild anderer europäischer Großstädte errichtet werden müsse. Erst 1969 fasste der Stadtrat der Stadt Helsinki den Beschluss, eine Metro bauen zu lassen, die die östlichen Stadtteile besser mit dem Stadtzentrum verbinden sollte.
Die Bauarbeiten für die U-Bahn begannen 1971. In diesem und im nächsten Jahr begann die Auslieferung der ersten Doppeltriebwagen, die bereits für den vollautomatischen Betrieb ohne Fahrer vorbereitet waren, für den Probebetrieb.
Am 1. Juni 1982 fuhr der erste planmäßige Zug auf der Strecke zwischen Hakaniemi und Itäkeskus. Am 1. Juli 1982 wurde eine Verlängerung der Strecke zwischen dem Helsinkier Hauptbahnhof (Rautatientori) und Itäkeskus freigegeben. Die Inbetriebnahme erfolgte in zwei Etappen: in der ersten Etappe bis zum 3. August verkehrten die Züge nur in der Hauptverkehrszeit des Berufsverkehrs, danach ebenso in der Nebenverkehrszeit und an den Wochenenden.
Mit dem 1. März 1983 wurde die Verlängerung nach Kamppi in Betrieb genommen. Seit dem 1. September 1984 existiert die Station Sörnäinen. 1981 begannen die Bauarbeiten für den ersten Arm der Linie zwischen Itäkeskus und Kontula. Diese Verlängerung wurde fünf Jahre später, am 21. Oktober 1986, feierlich in Betrieb genommen. Im gleichen Jahr starteten die Bauarbeiten für die Erweiterung um eine Station bis nach Mellunmäki, die am 1. September 1989 in Betrieb ging.

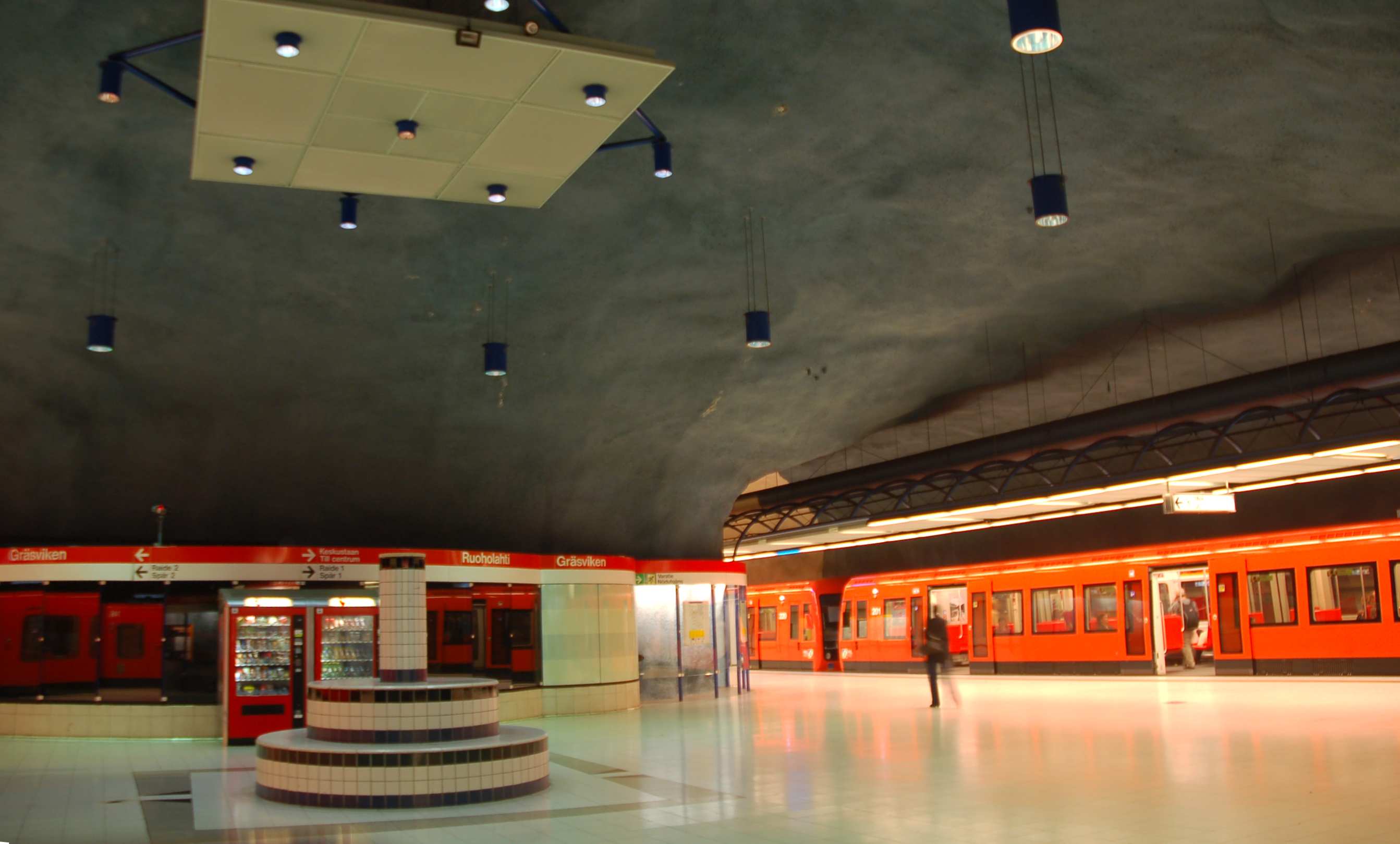
Bahnhof Ruoholahti

Um die Neubaugebiete im Stadtteil Länsisatama besser zu erschließen, wurde beschlossen, die Strecke um eine Station in Richtung Westen zu verlängern. Hier wurde ein Bahnhof in 30 Meter Tiefe mit einem 38 Meter breiten Bahnsteig und einer riesigen blauen Felsdecke erbaut, der sehr an die Stationen der Stockholmer Tunnelbana erinnert. Diese Station mit dem Namen Ruoholahti ging am 16. August 1993 in Betrieb.
Der Bahnhof Kaisaniemi, der schon mit der Metroeröffnung erbaut werden sollte, wurde genau 13 Jahre später, am 1. März 1995, in Kaisaniemi im Zentrum der Stadt eingefügt. Im Januar 2015 wurde dieser Bahnhof nach der nahegelegenen Universität Helsinki in Helsingin yliopisto umbenannt. Von der oberen Ebene des Bahnhofs führt seit 2012 ein Aufzug direkt in das neue Hauptgebäude der Universitätsbibliothek.
Da das Gebiet um Vuosaari einen starken Bevölkerungszuwachs verzeichnete, benötigte diese Region einen Anschluss an das Metro-Netz. 1994 begannen die Bauarbeiten für die 4,2 km lange Verlängerung mit drei Stationen des zweiten Armes in Richtung Osten von Itäkeskus bis Vuosaari. Diese Streckenerweiterung ging am 31. August 1998 in Betrieb.
2006 beschloss der Stadtrat von Helsinki auf Antrag von HKL, die Metro bis 2011 auf völlig automatischen, fahrerlosen Betrieb umzustellen. Nach zahlreichen Verzögerungen, technischen Schwierigkeiten und Meinungsverschiedenheiten zwischen HKL und dem Hersteller der Automatik, der Siemens AG, wurde das Projekt Ende 2014 vorerst aufgegeben.
Am 1. Januar 2007 wurde die Station Kalasatama zwischen Sörnäinen und Kulosaari eröffnet. In dieser Gegend befand sich früher ein Frachthafen. Seit dessen Schließung 2008 wird hier an einem neuen Stadtteil gebaut, der somit einen eigenen Anschluss ans Metronetz hat. Die Metrostation Kalasatama führt durch das Einkaufszentrum REDI, das für den neuen Stadtteil Kalasatama gebaut wurde.
Am 8. November 2009 gab es nahe der Station Rautatientori einen Wasserrohrbruch. Dadurch drangen Tausende von Kubikmeter Wasser in die Station ein, so dass das Wasser 20 Zentimeter hoch auf dem Bahnsteig stand. Alle Haltestellen westlich der Station Sörnäinen wurden daraufhin geschlossen. Am darauffolgenden Tag war es wieder möglich, bis zur Station Kaisaniemi (heute Helsingin yliopisto) zu fahren. Während der mehrere Monate andauernden Renovierungsarbeiten, deren Kosten auf etwa fünf Millionen Euro geschätzt wurden, hielten die Züge in der Station nicht an, die beiden dahinterliegenden Stationen Kamppi und Ruoholahti wurden jedoch versorgt. Am 15. Februar 2010 war die Sanierung soweit abgeschlossen, dass Rautatientori wieder für den Verkehr freigegeben wurde.
Ebenfalls im November 2009 begannen die Arbeiten an einer umfangreichen Erweiterung des Netzes, der sogenannten Westmetro (siehe unten). Diese wurde am 3. Dezember 2022 dem Personenverkehr freigegeben.

## Fahrzeuge

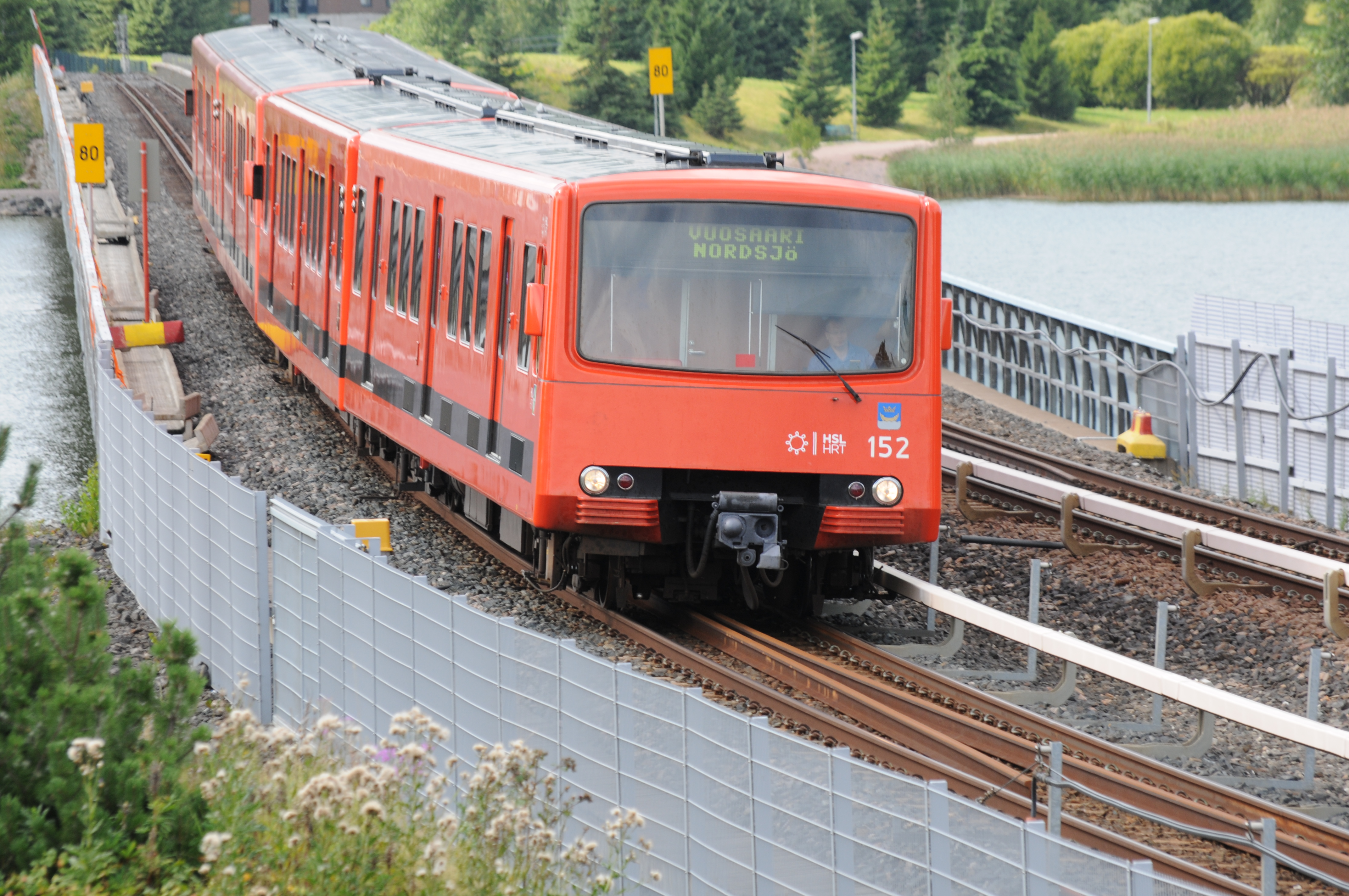
U-Bahn-Zug der Baureihe M100

### Übersicht

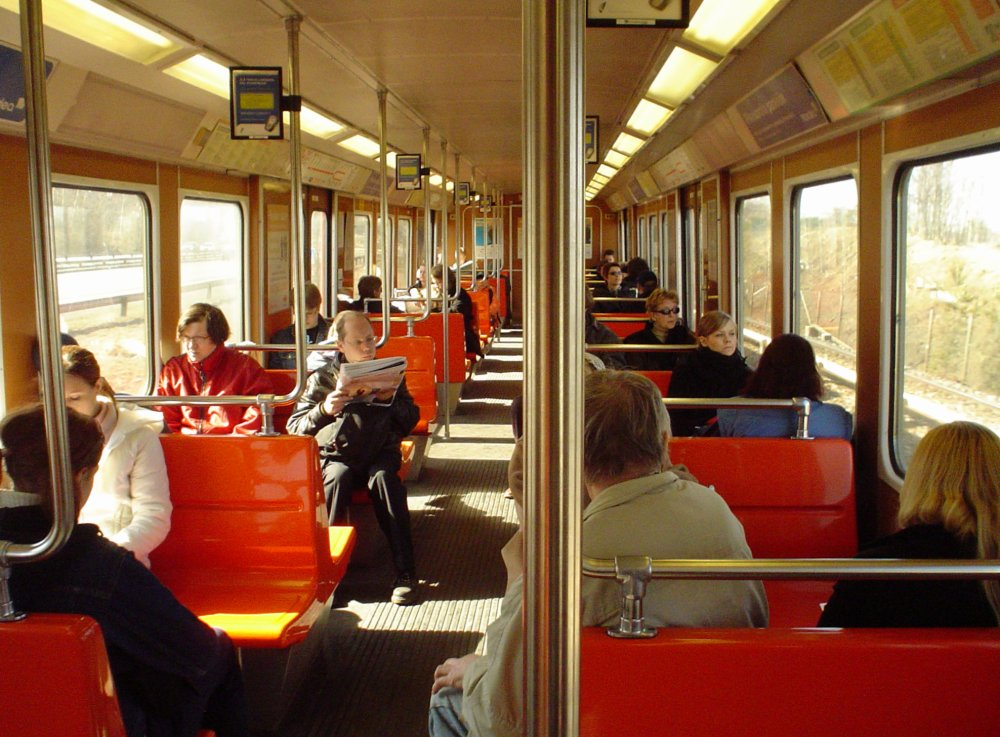
Innenraum eines Zuges der Baureihe M100

Für den Probebetrieb wurden drei Doppeltriebwagen der Bauserie M0 gebaut, die 1971 und 1972 geliefert wurden. Diese Züge wurden nicht im planmäßigen Personenverkehr eingesetzt.
Die Metro Helsinki besitzt 42 Doppeltriebwagen der Baureihe M100, hergestellt von den finnischen Firmen Valmet und Strömberg, sowie zwölf Doppeltriebwagen der Baureihe M200, produziert vom kanadisch-deutschen Schienenfahrzeugbaukonzern Bombardier Transportation im Werk Ammendorf (DWA). Zwanzig Einheiten der dritten Baureihe, M300, wurde vom spanischen Hersteller CAF gebaut und ab 2015 ausgeliefert. Abweichend von den Vorgängerserien besteht eine Einheit der Baureihe M300 jeweils aus vier fest gekuppelten und durchgängig begehbaren Fahrzeugen und ist nicht für Mehrfachtraktion ausgerüstet. Alle Baureihen benutzen zur Stromaufnahme eine seitlich angebrachte, von unten bestrichene Stromschiene mit einer Fahrspannung von 750 Volt. Alle Metrofahrzeuge in Helsinki fahren – wie die finnischen Eisenbahnen – auf Gleisen mit 1524 Millimetern Breitspur.
Drei Doppeltriebwagen (sechs Wagen) bilden einen Vollzug, der Metro Helsinki stehen somit 18 Vollzüge der Reihen 100 oder 200 und 25 vierteilige Züge der Reihe 300 zur Verfügung. Seit der Inbetriebnahme der Westerweiterung 2018 werden nur noch Kurzzüge mit einer Länge von zwei Doppeltriebwagen (vier Wagen) eingesetzt, wogegen früher in Stoßzeiten durch den Einsatz von drei Doppeltriebwagen die maximale Passagiermenge um 50 % erhöht werden konnte. Alle Fahrzeugtypen sind untereinander mechanisch (zum Abschleppen) kuppelbar, gemischte Mehrfachtraktionen sind aber nicht möglich.
| Baureihe | Hersteller          | Lieferung   | Anzahl | Wagen | Länge  | Sitzplätze | Fahrgäste | Bemerkung                                                  |
| -------- | ------------------- | ----------- | ------ | ----- | ------ | ---------- | --------- | ---------------------------------------------------------- |
| M0       | Valmet / Strömberg  | 1971 – 1972 | 3      | 2     | 44,2 m | 172        |           | 1983 abgestellt und bis 1988 verschrottet                  |
| M100     | Valmet / Strömberg  | 1977 – 1984 | 42     | 2     | 44,2 m | 130        | 287       |                                                            |
| M200     | Bombardier / Traxis | 2000 – 2001 | 12     | 2     | 44,3 m | 124        | 287       | Durchgang zwischen den Wagen möglich                       |
| M300     | CAF                 | 2015 – 2017 | 20     | 4     | 88,2 m | 228        | 576       | Durchgang zwischen den Wagen möglich. CBTC betriebsbereit. |
| M300     | CAF                 | 2021 – 2022 | 5      | 4     | 88,2 m | 228        | 576       | Durchgang zwischen den Wagen möglich. CBTC betriebsbereit. |

### Baureihe M100

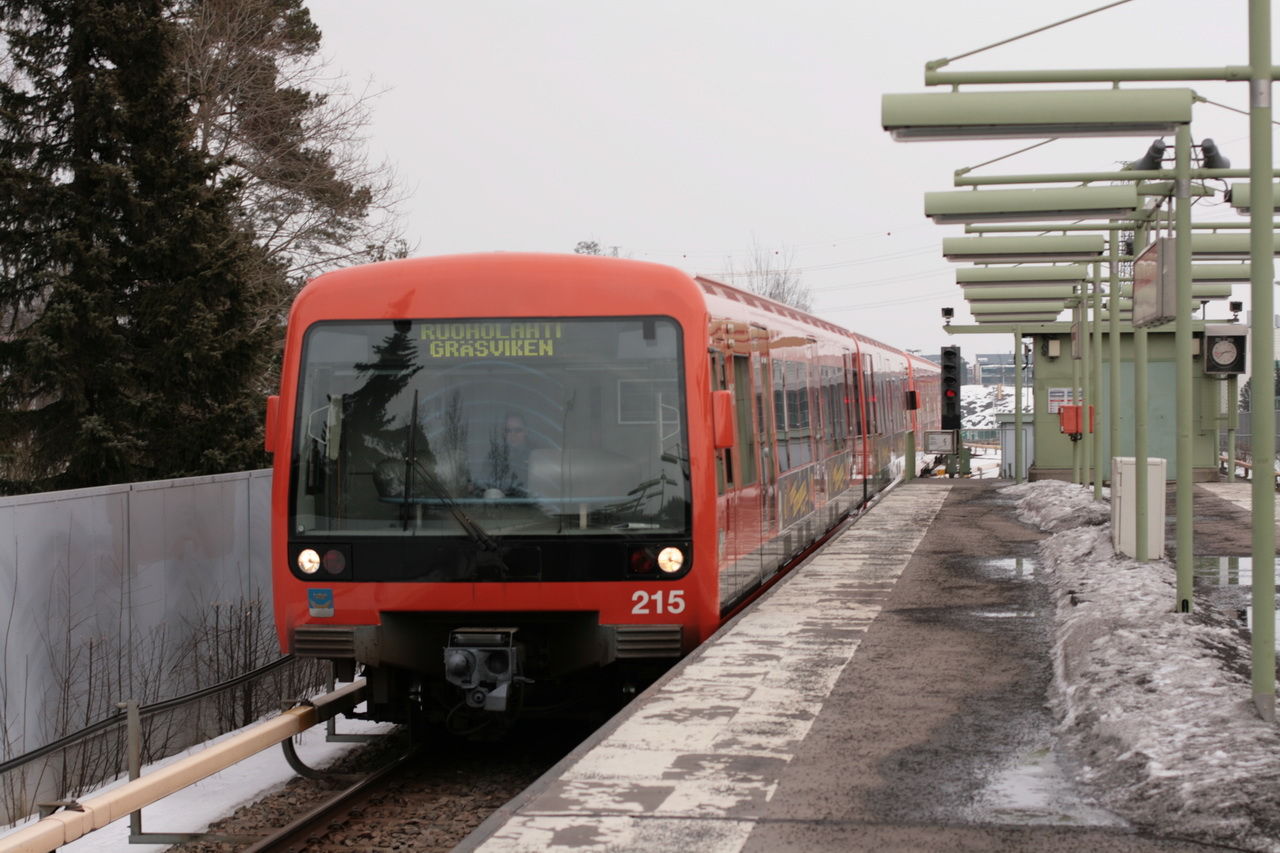
Zug der Baureihe M200

Aus den Erkenntnissen der Versuchsserie entwickelten die finnischen Firmen Valmet und Strömberg die Züge für die Helsinkier Metro. Valmet stellte die mechanischen Teile und Strömberg die elektrische Ausrüstung her. Die Fahrzeuge mussten vor allem den winterlichen Bedingungen der finnischen Hauptstadt entsprechen. Die ursprünglich zwischen 1977 und 1984 ausgelieferten Wagen wurden in den Jahren 2004–2009 modernisiert, um ihre Betriebszeit um weitere zwanzig Jahre zu verlängern. 2013 gab es insgesamt 42 Doppeltriebwagen, die bis zu 100 km/h schnell fahren können, 130 Sitzplätze haben und 287 Fahrgäste aufnehmen können. Die kleinste Einheit (ein Doppeltriebwagen, mit zwei Wagen) ist 44,2 Meter lang, 3,2 Meter breit und 3,7 Meter hoch. Sie können in einem Verband von bis zu drei Einheiten verkehren. Diese Wagenreihe wird mit der Kennung M100 bezeichnet.

### Baureihe M200

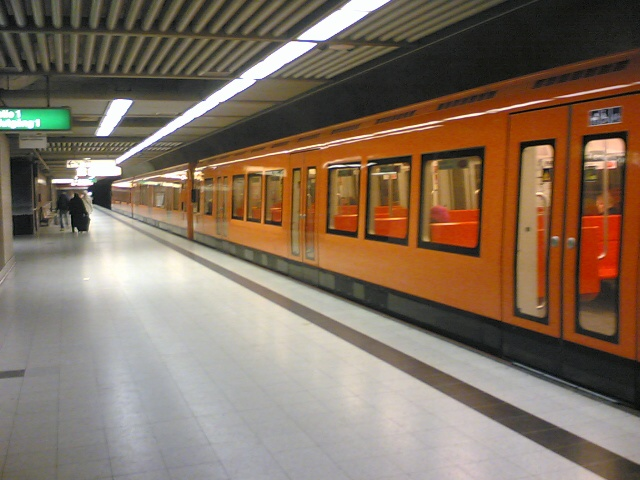
Seitenansicht eines Zuges der Baureihe M200, Bahnhof Rautatientori

2000 und 2001 lieferte Bombardier Transportation vier Vollzüge mit insgesamt zwölf Doppeltriebwagen einer neuen Baureihe mit der Bezeichnung M200, die im Werk Ammendorf (ehemals Deutsche Waggonbau AG) hergestellt wurden. Die elektrische Ausrüstung dafür lieferte die Firma Traxis. Hinsichtlich der Maße unterscheidet sich diese Reihe nur minimal von der Baureihe M100, sieht jedoch äußerlich wesentlich moderner aus. Die Züge haben, genauso wie die Vorgänger, drei Türen pro Wagenseite. Bei dieser Type besteht ein Durchgang zwischen den beiden Wagen eines Doppeltriebwagens. Zudem sind sie mit einem Informationssystem, das die nächste Station nicht nur per Ansage, sondern auch per Anzeige präsentiert, ausgestattet. Die Baureihe M100 wurde später mit den gleichen Anzeigen ausgestattet. Ein Doppeltriebwagen der Baureihe M200 hat 124 Sitzplätze und kann 287 Fahrgäste aufnehmen.

### Baureihe M300

Zug der Baureihe M300

Die Eröffnung der Westmetro (s. u.) machte eine deutliche Erweiterung des Fuhrparks nötig. Im Februar 2013 bestellte HKL daher 20 neue Kurzzüge (entspricht 40 Doppeltriebwagen) beim spanischen Hersteller Construcciones y Auxiliar de Ferrocarriles (CAF). Die Auslieferung der Züge begann im März 2015, der Einsatz im Personenverkehr begann ab September 2016. Die neuen Züge ähneln äußerlich der Baureihe M200. Es handelt sich um durchgängig begehbare vierteilige Einheiten mit einer Länge von 90 Metern, 228 Sitzplätzen und von 572 Stehplätzen. Die Züge sind klimatisiert. Die Zugführerabteile können nach einer eventuellen Automatisierung der Metro durch acht zusätzliche Fahrgastplätze ersetzt werden. In einer Einheit sind die beiden Endwagen und ein Mittelwagen auf allen Achsen angetrieben, der zweite Mittelwagen ist ein antriebsloser Beiwagen.
Der Verkehrsbetrieb HKL hat CAF im Februar 2020 einen Auftrag in Höhe von 39,9 Mio. € für die Lieferung von fünf weiteren vierteiligen M300-U-Bahn-Zügen und die Bereitstellung von Ersatzteilen über deren erwartete Lebensdauer von 40 Jahren erteilt. Die zusätzlichen M300-Züge sollen 2022 aus dem CAF-Werk in Saragossa geliefert werden. Die Fahrzeuge wurden wegen Fahrgastzuwächsen im Zuge der Länsimetro-Erweiterung von Matinkylä nach Kivenlahti beschafft.
Der erste Zug dieser Serie, der M300 321, wurde am 20. Juli 2022 für den öffentlichen Verkehr in Betrieb genommen.

### Baureihe M400
Die Beschaffungsspezifikationen für die zukünftigen M400-Züge der Metro werden ab 2022 vorbereitet. Die Auslieferungen der ersten Züge soll in der zweiten Hälfte der 2020er Jahre erfolgen.

### Betriebswerkstatt
Die Züge werden in der Werkstatt in Roihupelto (zwischen den Stationen Siilitie und Itäkeskus) gewartet. Zwei Gleise führen von der Strecke zum Betriebshof, der in der Werkstatthalle sechs Züge gleichzeitig warten kann. Ferner besteht die Möglichkeit zur gleichzeitigen Reparatur von acht Zügen. In der Abstellhalle neben der Werkstatt können 44 Züge abgestellt werden. Vom Betriebshof aus gab es bis 2012 eine nicht elektrifizierte, eingleisige Betriebsstrecke über die Stadtteile Viikki und Pihlajisto nach Oulunkylä, über die im Bedarfsfall für den Transport von Zugeinheiten eine Anbindung an das nationale Eisenbahnnetz bestand. Sie wurde durch eine neue Betriebsstrecke ersetzt, die von der Station Vuosaari zum Hafen Vuosaari führt und dort an das Eisenbahnnetz angeschlossen ist.
Ein zweiter, unterirdischer Betriebshof entstand in Sammalvuori am westlichen Ende der Länsimetro, zwischen den Stationen Espoonlahti und Kivenlahti. Es wurden zwei Hallen gebaut. Die eine etwa 400 Meter lange und 26 Meter breite Halle dient der Abstellung von 20 vierteiligen Zügen über Nacht, die andere, kleinere Halle wurde für die Instandhaltung gebaut. Die gesamte Anlage wird mit Geothermie beheizt und mit Grundwasser gekühlt.

## Neue Streckenprojekte

Verlauf der Westmetro

### Westmetro

Geplante Erweiterungen des Streckennetzes

Der zweite und letzte Abschnitt der Westmetro nach Espoo wurde am 3. Dezember 2022 eröffnet. Die Arbeiten am ersten Bauabschnitt dauerten vom November 2009 bis zum November 2017. Dieser am 18. November 2017 eröffnete Abschnitt umfasst acht neue Stationen, davon zwei auf dem Gebiet von Helsinki und sechs in Espoo, mit der Endstation Matinkylä. Die Länge dieses Abschnitts beträgt 13,9 km. Im Dezember 2014 begannen die Arbeiten am zweiten, 7 km langen Bauabschnitt. Dieser umfasste weitere fünf Stationen und führt bis nach Kivenlahti am westlichen Rand von Espoo. Im Gegensatz zu den östlichen Außenbezirken von Helsinki, wo die Metrolinie hauptsächlich ebenerdig verläuft, ist diese als „Westmetro“ (finn. länsimetro) bezeichnete Verlängerung vollständig unterirdisch. Ihr Bau war lange unsicher. Die Stadt Helsinki drängte zwar bereits seit Jahrzehnten auf den Bau der Westmetro, aber mit der Umsetzung der Pläne konnte wegen des Widerstands der Stadt Espoo lange nicht begonnen werden. Erst im September 2006 gab der Stadtrat von Espoo dem Bau der Metro seine an zahlreiche Bedingungen geknüpfte Zustimmung.
Infolge einer von Anfang an umstrittenen Entscheidung haben die neuen Bahnhöfe eine Länge von lediglich 90 Metern, nicht 135 Meter wie die bisherigen Bahnhöfe. Daher werden auf dem gesamten Metronetz (auch auf den älteren Abschnitten) nur Kurzzüge eingesetzt. Die dadurch bedingten Kapazitätseinbußen wurden durch eine Erhöhung der Taktfrequenz auf 2,5 Minuten kompensiert. Diese Taktfrequenzerhöhung war im Rahmen des inzwischen wieder aufgegebenen Automatisierungsprojekts (s. o.) ohnehin geplant, wurde aber durch das neue Stellwerk auch ohne Automatisierung möglich. Die Westmetro arbeitete damit allerdings schon bei Inbetriebnahme nahe am Maximum ihrer Kapazität.
Der erste Bauabschnitt sollte ursprünglich im Herbst 2014 fertiggestellt werden. Seine Baukosten wurden in der Planungsphase auf 713,6 Millionen Euro veranschlagt. Im Februar 2014 wurde geschätzt, dass der Betrieb erst im Herbst 2016 aufgenommen werden kann und dass die Kosten bei knapp einer Milliarde liegen werden. Zwei Monate vor der geplanten Eröffnung des ersten Bauabschnitts am 15. August 2016 wurde bekanntgegeben, dass die Inbetriebnahme erst im Januar 2017 stattfinden wird. Nach einer weiteren Verschiebung der Inbetriebnahme auf den Herbst 2017 fand am 18. November 2017 die Eröffnung des ersten Bauabschnitts für den Personenverkehr statt.
Die Baukosten wurden im Laufe des Projekts mehrfach nach oben korrigiert und beliefen sich vermutlich für den ersten Bauabschnitt auf 1,186 Milliarden Euro. Die Kosten für den zweiten Bauabschnitt werden auf 1,158 Milliarden Euro geschätzt. Diese werden zwischen den Städten aufgeteilt, auf deren Gebiet sich die Metro bewegen wird. Da sich der Großteil der Strecke auf dem Gebiet Espoos befindet, übernimmt die Stadt Espoo 80 Prozent der Baukosten. Außerdem hat der finnische Staat den Bau der Westmetro mit 200 Millionen Euro unterstützt.

### Weitere Projekte

#### Verlängerungen
In östlicher Richtung soll die jetzige Linie verlängert werden. Es ist geplant, den nach Vuosaari führenden Streckenabschnitt wegen des dort Ende 2008 eröffneten neuen Hafens um eine Station zu verlängern. Die neue Station am Hafen hieße Vuosaaren satama.
Da Anfang 2009 Teile der östlichen Nachbargemeinde Sipoo der Stadt Helsinki zugeschlagen wurden, ist eine Verlängerung des nach Mellunmäki führenden Abschnitts ins Gespräch gebracht worden.

#### Zweite Linie
Eine zweite Strecke, die die jetzige Strecke bei Kamppi kreuzen würde, war längere Zeit geplant. In nördlicher Richtung sollte sie von Kamppi zunächst bis zum Bahnhof Pasila führen. Dazwischen befänden sich die Stationen Töölöntori, Stadion und Meilahti. Im Endzustand sollte diese Linie von Pasila aus in zwei Armen weiterführen, einerseits nördlich bis zum Flughafen Helsinki-Vantaa, andererseits in nordöstlicher Richtung bis zum Stadtteil Viikki.
Südlich von Kamppi sollte die Strecke über die geplanten Stationen Esplanadi und Katajanokka sowie unter dem Meer bis zur Insel Laajasalo führen, eventuell weiter bis zur Insel Santahamina. Bereits in den 1970er-Jahren wurde unterhalb der heutigen Station Kamppi ein separater Hohlraum ausgehoben, der den Bahnsteig der kreuzenden Linie aufnehmen sollte. 2008 beschloss die Stadtverwaltung, für die künftige Station in Pasila einen Hohlraum auszuheben. Dies bot sich wegen anderer auf demselben Gelände zu tätigender Bauarbeiten an. Der Bau der Linie ist nicht mehr dringlich. Die Erschließung der Inselgruppe Laajasalo für den öffentlichen Verkehr erfolgt nun durch eine Straßenbahnstrecke.